# Тесляр

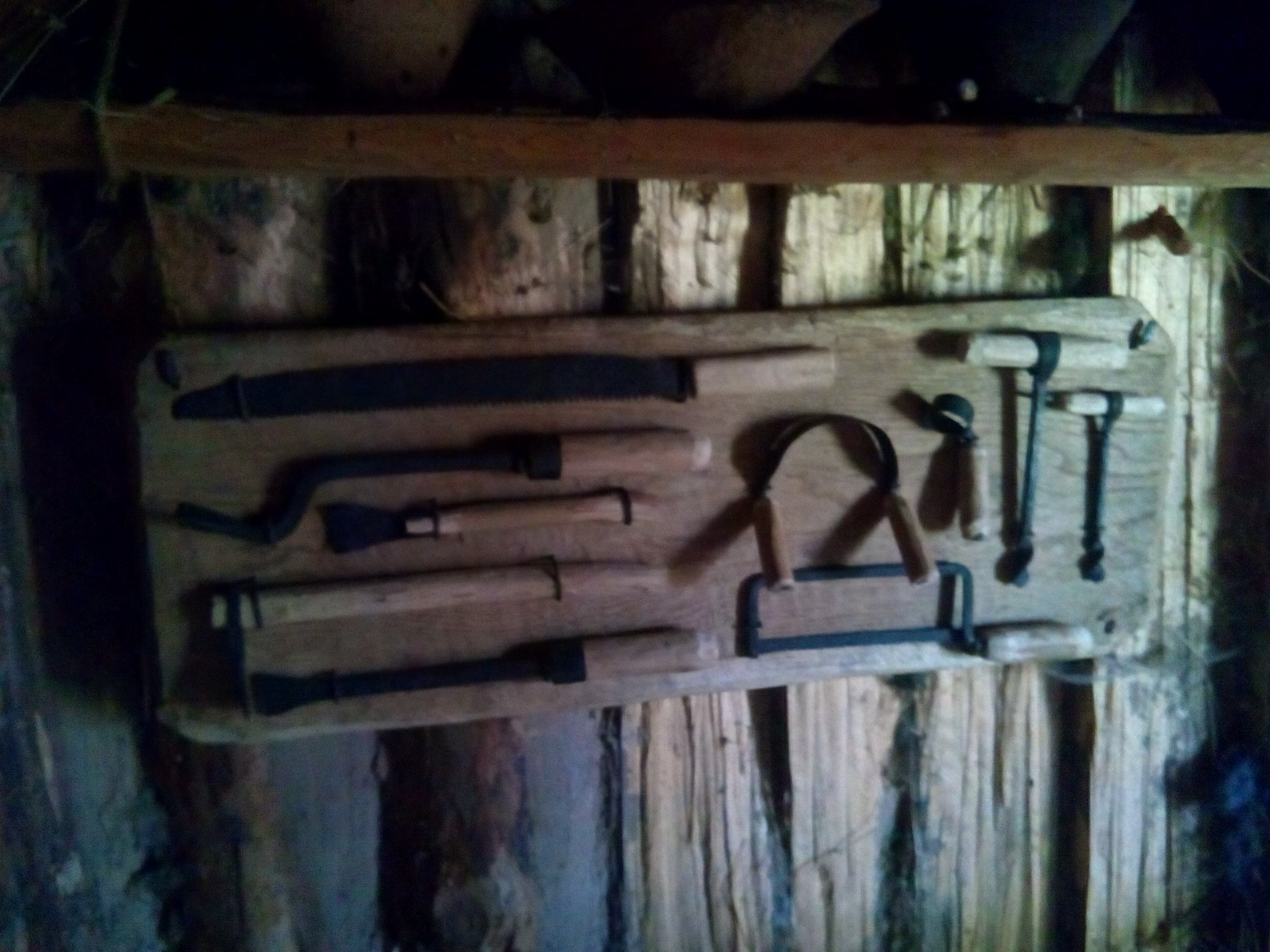
Набір старовинних теслярських інструментів. Музей просто неба у Воліні, Польща

Тесля́р, те́сля, діал. соки́рник, сте́льмах — робітник, що займається грубою обробкою деревини, спорудженням дерев'яних будов, виготовленням простих дерев'яних меблів тощо. Назва професії походить від одного з двох найпоширеніших інструментів майстра — тесла (основний інструмент — сокира). Різниця між ними в тому, що теслею обробляли деревину вздовж та під кутом до волокна, а сокирою можна було рубати і поперек. Колись «тесляром» узагальнено називали майстра по обробці деревини у слов'ян, з часом щодо майстра для «тонших» робіт почали вживати слово «столяр» (втім, його досі іноді називають «теслею»).

## Необхідні знання
- Основи математики, фізики, креслення в обсязі середньої школи;
- Породи та вади деревини;
- Способи розмітки та виготовлення дерев'яних конструкцій;
- Правила поводження зі спеціальними речовинами і прийоми покриття ними лісоматеріалів.

## Необхідні уміння
- Користування робочим інструментом;
- Виконання операцій по роботі з лісоматеріалами;
- «Читання» креслеників.

## Загальна характеристика фаху
- Бере участь у спорудженні та ремонті житлових будинків, мостів та інших споруд;
- Зводить стіни з колод (зруби), настилає підлоги, встановлює віконні рами і двері, будівельне риштування, паркани тощо;
- Виготовляє і складає пролітні будови балочних мостів, веде підготовку дерев'яних опор ліній зв'язку і електропередачі;
- Виконує різноманітні операції по роботі з лісоматеріалом: обтісування, розпилювання, свердлення отворів, з'єднання елементів дерев'яних конструкцій, обробка захисними речовинами.

## У культурі
- Тесляр (англ. Carpenter) — персонаж казки Льюїса Керолла «Аліса в Задзеркаллі»